# Багговут (род)
Багговут (швед. Baggehufwudt) — дворянский род норвежского происхождения.
В 1565 году дворянин Ганс-Перссон Багге, из дома Багогуфвуд, переселился в Швецию, а потомки его в XVII веке — в Эстляндию.
- Багговут, Карл Фёдорович (1761—1812) — генерал-лейтенант, участник Наполеоновских войн.
- Багговут, Александр Фёдорович (1806—1883) — генерал, герой Кавказской и Крымской войн, племянник Карла Фёдоровича.
- Багговут, Вадим Алексеевич (ум. 1966) — мичман, участник Гражданской и Второй мировой войн.
- Багговут, Карл Фёдорович (1810—1895) — генерал от инфантерии, племянник своего полного тёзки.
  - Багговут, Александр Карлович (1861—?) — государственный деятель, Полтавский и Курский губернатор.
  - Багговут, Иван Карлович (1862—1933) — генерал-лейтенант, командир 42-го армейского корпуса.
- Багговут, Николай Густавович — артиллерист, участник Русско-турецкой войны 1828—1829 гг.
  - Багговут, Николай Николаевич (1853—1924) — генерал-лейтенант, генерал для поручений при начальнике Управления ремонтирования армии.
- Багговут, Христофор Яковлевич — Георгиевский кавалер; подполковник; № 7594; 1 января 1847.
- Багговут, Эдуард Миронович — Георгиевский кавалер; майор; № 7848; 26 ноября 1847.

## Описание герба
Щит четверочастный. В первой и четвертой частях в голубом поле серебряная с золотой челкой и черными рогами баранья голова между тремя пятиконечными звездами (1+2). Во второй и третьей частях в серебряном поле топор (лезвие вверх, вправо) между двух красных роз.
Щит увенчан дворянским шлемом с бурелетом (витки: средний красный, второй и третий серебряные, четвертый голубой, пятый черный). Нашлемник — павлиний хвост (6 перьев в два яруса по три) между восемью (4+4) знаменами на черных пиках с золотыми наконечниками, с серебряными и голубыми двухвостными полотнищами. Намет голубой, подложенный серебром.